# 愛本美穂
愛本 美穂（あいもと みほ、1973年2月1日 - ）は、日本の元AV女優。
東京都出身。
血液型：O型。身長149cm、スリーサイズ：B80 W58 H80。

## 略歴
- 1992年 - AVデビュー。
  - 現在は引退した。

## 作品

### アダルトビデオ
- どんなときもSAY YES （1992年2月14日、アリスJAPAN）
- あぁいいっもっと美穂（1992年3月13日、アリスJAPAN）
- 淫美姫（1992年3月28日、KUKI）
- ベビードールちゃん 怖いものなしの愛本美穂 （1992年4月24日、アリスJAPAN）
- フラッシュパラダイス（1992年5月22日、アリスJAPAN）
- げっけい仮面ミボリン（1992年7月21日、h.m.p）
- 迷宮の微笑女（1992年7月28日、HRC）
- 愛はかつ（シャイ企画）
- ウェディングリフレイン（1992年6月25日、シャイ企画）
- 天下無敵のお嬢様2（シェール）
- 女校生受縛白書　お姉さまのウソつき（1993年12月15日、大洋図書）